# Cyprian Kościelniak
Cyprian Kościelniak (ur. w 1948 w Kaliszu) – polski grafik filmowy, plakacista, ilustrator i rysownik polityczny; od 1986 mieszka i pracuje w Holandii.

## Życiorys
Cyprian Kościelniak jest synem Władysława Kościelniaka (1916–2015), rysownika i grafika, i Janiny Kościelniak (1921–2016). W 1966 złożył egzamin dojrzałości w II Liceum Ogólnokształcącym im. Tadeusza Kościuszki w Kaliszu, następnie odbył studia w Studium Nauczycielskim im. Marii Konopnickiej w Kaliszu, na Wydziale Sztuk Pięknych Uniwersytetu Mikołaja Kopernika w Toruniu i Wydziale Grafiki Użytkowej Akademii Sztuk Pięknych w Warszawie, gdzie w 1974 uzyskał dyplom w pracowni prof. Henryka Tomaszewskiego; od 1980 był asystentem prof. Tomaszewskiego, adiunktem w pracowni projektowania graficznego, a w latach 1984–1986 docentem w Państwowej Wyższej Szkole Sztuk Plastycznych w Gdańsku, gdzie prowadził Pracownię Projektowania Graficznego. Realizował plakaty do polskich filmów fabularnych i telewizyjnych. W latach 1986–1994 docent w Akademii Sztuk Pięknych w Groningen, od 1995 do 2016 na uniwersytetach w Hadze i Utrechcie. 
Od 1986 mieszka i pracuje w Amsterdamie jako ilustrator. Współpracuje z takimi gazetami, jak „NRC Handelsblad”, „Der Spiegel”, „Het Financieele Dagblad” i „The New York Times”, od 2002 współpracuje z dziennikiem „Frankfurter Allgemeine Zeitung”.
Jest bratankiem Mieczysława Kościelniaka i Tadeusza Kościelniaka